# Nurt (zespół muzyczny)
Nurt – polski zespół rockowy, założony w listopadzie 1970 roku we Wrocławiu.

## Historia
Nurt z inicjatywy muzyków tworzących pierwszy skład, a więc: gitarzysty Romualda Freya, basisty i wokalisty Kazimierza Cwynara, perkusisty Ryszarda Sroki i saksofonisty Ryszarda „Gwalberta” Miśka. W początkach działalności zespół działał w tzw. „nowym” Pałacyku, mieszczącym się przy ul. Ofiar Oświęcimskich. Po kilku miesiącach zespół opuścił Romuald Frey, zaś jego miejsce zajął Aleksander Mrożek. W roku 1971 wokalistą zespołu był Waldemar Domagała, na niezobowiązujące próby przychodził także Aleksander Nowacki. Obydwaj po pewnym czasie opuścili grupę i przeprowadzili się do Warszawy, gdzie założyli zespół Homo Homini.
W marcu 1971 podporą Nurtu został Roman Runowicz (eks-Romuald i Roman; śpiew, gitara) i w ten sposób ukształtował się najsłynniejszy skład wrocławskiej formacji. R. Misiek nadal luźno współpracował z zespołem – tak samo jak i muzycy zespołu, biorący udział w różnorakich projektach muzycznych saksofonisty – najczęściej mających w nazwie składu „Freedom”. W tym okresie wykrystalizował się indywidualny styl zespołu będący konglomeratem hard rocka, jazz rocka, rocka awangardowego oraz free jazzu z elementami rhythm and bluesa. R. Runowicz był inicjatorem wielu muzycznych pomysłów – zwłaszcza aranżacyjnych. Kierownikiem artystycznym i autorem tekstów był Andrzej Kuryło, zaś menedżerem Wojciech Olejnik, zastąpiony później przez Michała Frejtaka. Nurt w składzie poszerzonym o Juliana Kurzawę (trąbka) i Włodzimierza Plaskotę (kontrabas) zaprezentował się szerszej publiczności w styczniu 1972 na Festiwalu Młodzieżowej Muzyki Współczesnej (wcześniejszy Ogólnopolski Festiwal Awangardy Beatowej) w Kaliszu, gdzie zdobył równorzędną I nagrodę (m.in. obok Hallu i Laboratorium), zostając uhonorowanym „Pucharem Miasta Kalisza”, zaś Aleksander Mrożek otrzymał wyróżnienie za półgodzinną kompozycję Syn Strachu, którą zespół tam zaprezentował. Laury zdobyte w Kaliszu otworzyły przed muzykami Nurtu drzwi warszawskiego Studia M-1. W lutym 1972 odbyła się sesja nagraniowa podczas której zarejestrowano 7 utworów: Kto ma dziś czas, Piszę kredą na asfalcie, Parter na klaustrofobię, Syn strachu, Morze ognia, Holograficzne widmo oraz instrumentalną Impresja w „E”. 
W marcu zespół z towarzyszeniem J. Kurzawy wystąpił na IX Festiwalu Jazz nad Odrą i otrzymał wyróżnienie. We wrześniu muzycy udali się na koncerty do NRD, zaś w październiku 1972 roku z gościnnym udziałem (niewymienionych na okładce) Tomasza Stańki (trąbka) i Włodzimierza Krakusa (flet prosty; od 1973 pełnoprawny członek zespołu) przystąpili do nagrania materiału debiutancki album. Płyta zatytułowana Nurt ukazała się w roku następnym. Po jej nagraniu Runowicz wyemigrował do NRD, a jego miejsce zajął wokalista Jacek Baran (eks-Romuald i Roman). Dołączyli także: W. Krakus (flet, śpiew), Krzysztof Orłowski (flet, instrumenty perkusyjne). W nowym składzie Nurt rzucił się w wir tras koncertowych. 
Wystąpił m.in. na koncercie plenerowym w Gliwicach, na kolejnym festiwalu kaliskim, czy podczas Musicoramy, imprezy towarzyszącej IX KFPP w Opolu (1973). 25 marca 1974 roku muzycy Nurtu oraz perkusiści Eugeniusz Mańko i Zbigniew Lewandowski weszli w skład zespołu Ryszard Gwalbert Misiek – Freedom Jazz Group i wzięli udział w X Jazzie nad Odrą we Wrocławiu i na Jazz Jamboree w Warszawie, gdzie Misiek otrzymał stypendium im. Krzysztofa Komedy. W maju 1974 roku w tym samym składzie (Baran na instr. perkusyjnych, Mrożek, Misiek Orłowski, Cwynar, Sroka), Nurt nagrał w Dużym Studiu Polskiego Radia Wrocław 5 utworów: Gato, Różaniec czasu, Akrobata, Na odległość rąk, Rock bez tytułu. Wszystkie partie wokalne wykonał tutaj Cwynar; zaś rozpiętość muzyczna utworów oscylowała między jazz-rockiem, klasycznym rockiem oraz hard rockiem. Po pewnym czasie odszedł Sroka, zaś na jego miejscu pojawił się wówczas Waldemar Janicki. Dołączył także wokalista Włodzimierz Grzesik. Zespół przez trzy tygodnie występował w sopockim „Non Stopie” i we wrześniu 1974 r. zakończył działalność, ponieważ Mrożek i Cwynar udali się w ślad za Runowiczem do NRD, by wejść w skład jego zespołu Katja und Roman. W maju 1975 roku nastąpiło odrodzenie Nurtu w składzie: A. Mrożek, R. Sroka, W. Grzesik, Piotr Iskrowicz (gitara) i Mieczysław Jurecki (gitara basowa). Po kilkunastu koncertach zespół ponownie przestał istnieć, zaś Mrożek i Cwynar kontynuowali swą muzyczną przygodę między innymi w zespołach Test i Porter Band.
Kolejna reaktywacja Nurtu miała miejsce na początku lat 90.. W 1994 roku zespół działał pod nazwą Nurt '94. W nowym składzie znaleźli się także: Jacek Baran, gitarzysta Jacek Krzaklewski, basista Bogdan Tymoszuk i perkusista Kazimierz Marut. W 1995 roku ukazał się album Motyle i kloszardzi nagrany z udziałem wokalistki Sylwii Damasiewicz, a także z gościnnym udziałem Marka „Georgii” Pieczary (wokal wspierający), lecz już bez Barana i Krzaklewskiego, który dołączył do grupy Perfect. Wkrótce zespół po raz kolejny zawiesił działalność, by w 1997 pojawić się na scenie znów na krótko w składzie: J. Baran (śpiew, gitara), Robert Foks (śpiew), A. Mrożek (gitara), W. Krakus (gitara basowa) i K. Marut (perkusja). Nie była to ostatnia reinkarnacja zespołu, który okazjonalnie odradzał się także w latach 2000 i 2006. Ostatni wówczas skład zespołu tworzyli: Baran, Mrożek, Cwynar i Marut. W 2016 roku Mrożek po raz kolejny reaktywował Nurt.

## Obecny skład zespołu[1]
- Robert Foks – śpiew, gitara akustyczna
- Aleksander Mrożek – gitara solowa
- Tomasz Tortyna – gitara basowa
- Kazimierz Marut – perkusja

## W latach 1970–2006[1]
- Romuald Frey – gitara (1970)
- Kazimierz Cwynar – gitara basowa, śpiew (1970–1974, 2000, 2006)
- Ryszard Sroka – perkusja (1970–1974; 1975)
- Ryszard „Gwalbert” Misiek – saksofon (1970-1974)
- Aleksander Mrożek – gitara, śpiew (1971–1974; 1975; lata 90.)
- Roman Runowicz – śpiew, gitara (1971–1972)
- Jan Borysewicz – gitara (zastępstwo w 1972)
- Jacek Baran – śpiew, instrumenty perkusyjne (1973–1974; lata 90., 2000, 2006)
- Włodzimierz Krakus – flet prosty, gitara basowa (1973, 1997)
- Włodzimierz Grzesik – śpiew (1974–1975)
- Piotr Iskrowicz – gitara (1975)
- Mieczysław Jurecki – gitara basowa (1975)
- Sylwia Damasiewicz – śpiew (lata 90.)
- Jacek Krzaklewski – gitara (lata 90.)
- Bogdan Tymoszuk – gitara basowa (lata 90.)
- Kazimierz Marut – perkusja (lata 90.)
- Robert Foks (1997, od 2016)

## Dyskografia[2]

### Albumy
- Nurt (1973)
- Motyle i kloszardzi (1995) (jako Nurt '94)
- Nurt – Nurt LP (2013) (nagrania radiowe)
- The Complete Radio Sessions 1972/1974 (2013)

### Kompilacje
- Bizony, Tajfuny, Dżamble, Nurt (1991) – utwory: „Rock bez tytułu”, „Parter na klaustrofobię”, „Morze ognia”, „Na odległość rąk” i „Akrobata”